# HMS Kashmir (F12)
L'HMS Kashmir (pennant number F12) fu un cacciatorpediniere di classe K, seconda nave della Royal Navy a prendere il nome dal principale Stato dell'India Britannica, il Kashmir.
Il contratto di costruzione venne assegnato alla Thornycroft, Southampton, venendo impostata nell'ottobre 1937. Il varo avvenne il 4 aprile 1939 ed entrò in servizio il 26 ottobre dello stesso anno sotto il comando del comandante Henry Alexander King.

## Storia
In seguito al varo, avvenuto il 4 aprile 1939, l'HMS Kashmir il eseguì numerose prove in mare. Il 14 ottobre, durante un collaudo, il cacciatorpediniere si scontrò con un rimorchiatore. In seguito a questo evento la nave venne inviata nel cantiere navale per un ciclo di riparazioni.
Il 26 ottobre dello stesso anno la nave, in seguito alla tipica cerimonia eseguita a Portsmouth, entrò in servizio attivo e venne inviata alla base navale di Portland. Successivamente, il 10 novembre, l'HMS Kashmir venne trasferito alla base navale di Scapa Flow.
In compagnia dei cacciatorpediniere Kingston e Icarus, il 29 novembre 1939 il Kashmir attaccò il sottomarino tedesco U-35 nel Mare del Nord, costringendolo all'autoaffondamento.
Il 10 dicembre l'HMS Kashmir partì da Halifax insieme alla corazzata britannica HMS Resolution e i cacciatorpediniere canadesi HMCS Fraser, HMCS Ottawa, HMCS Restigouche e HMCS St. Laurent come parte della scorta del convoglio TC 1, con destinazione Clyde. In torno alle 4:30 del 17 dicembre, la nave di linea britannica Samaria entrò in collisione, a causa della folta nebbia presente, con una delle navi di scorta, la portaerei HMS Furious, e con una delle navi del convoglio, l'Aquitania. Nessuna delle tre navi coinvolte subì gravi danni. Lo stesso giorno il gruppo arrivò sano e salvo a destinazione.
Tra il 22 dicembre 1939 e il 13 gennaio 1940, l'HMS Kashmir prese parte come nave da scorta di altri tre convogli. Il primo convoglio, denominato TC 2, partì da Halifax il 22 dicembre e arrivò a Clyde il 30 dello stesso mese senza subire perdite. Il secondo invece, denominato ON 7, partì il 7 gennaio 1940 da Methil, in Scozia, e arrivò a Bergen, in Norvegia, il 9 gennaio, anche in questo caso senza subire perdite. L'ultimo convoglio, denominato HN 7, partì poche ore dopo l'arrivo del convoglio ON 7 e tornò a Methil il 12 dicembre. Lo stesso giorno il cacciatorpediniere di classe K arrivò a Rosyth.

## Comandanti
Lista di comandanti dell'HMS Kashmir e relativa data di assunzione del comando:
- Commander Henry Alexander King: 11 settembre 1939.